# San Giovanni Battista de La Salle
Der Kardinalstitel eines Kardinalpriesters von San Giovanni Battista de La Salle wurde von Papst Franziskus mit der Erhebung der gleichnamigen römischen Pfarrkirche San Giovanni Battista de La Salle al Torrino zur Titelkirche neu geschaffen.

## Geschichte
Papst Franziskus begründete die Neuschaffung des Titels mit der Notwendigkeit, eine ausreichende Zahl von Titeln für die zunehmende Zahl von Kardinälen zur Verfügung zu haben. Gleichzeitig setzte er mit der Auswahl der 2007–2009 erbauten Kirche im südlich gelegenen Außenbezirk Torrino im Municipio Roma IX die Erweiterung der Titel aus dem „Alten Rom“ in die Peripherie fort.

## Titelinhaber
| Name                 | Land  | Geboren      | Verstorben | Ernennung     | Ernennung   | Anmerkungen          |
| Name                 | Land  | Geboren      | Verstorben | am 1          | durch Papst | Anmerkungen          |
| -------------------- | ----- | ------------ | ---------- | ------------- | ----------- | -------------------- |
| Stephen Chow Sau-yan | China | 7. Aug. 1959 |            | 30. Sep. 2023 | Franziskus  | Bischof von Hongkong |